# Koriša
Koriša (serbiska: Кориша, albanska: Korish, Korishë, serbiska: Koriš) är en ort i Kosovo. Den ligger i den södra delen av landet, 60 km sydväst om huvudstaden Priština. Koriša ligger 479 meter över havet och antalet invånare är 5 279.
Terrängen runt Koriša är varierad. Runt Koriša är det ganska tätbefolkat, med 222 invånare per kvadratkilometer. Närmaste större samhälle är Prizren, 6,8 km sydväst om Koriša. Trakten runt Koriša består till största delen av jordbruksmark.